# Єсентуки № 20
Єсентуки № 20 — питна мінеральна вода низької мінералізації. Спочатку поставлялася з джерела № 20, яке нині не експлуатується. Пізніше вода подібного хімічного складу видобувалася з свердловини № 2Б Бештаугорського родовища, а також Юцкого джерела П'ятигорського родовища. На ринок поставляється різними виробниками з різних джерел Кавказьких Мінеральних Вод. Столова питна вода «Єсентуки № 20» не є натуральною мінеральною водою, оскільки може бути сумішю різних вод.

## Історична довідка
Вперше мінеральну воду типу «Єсентуки № 20» отримано з джерела № 20, що було розташоване в районі сучасних Єсентуків. Число в назві мінеральної води позначає номер одного з 23 джерел, котрі були досліджені та оцінені академіком, доктором медичних наук Олександром Петровичем Нелюбіним в 1823 році. При цьому найбагатшими за обсягом води і мінеральним складом виявилися ключі під номерами 17 і 4, крім того, виявилася природна цінність питної мінеральної води низької мінералізації джерела № 20 Єсентукського родовища мінеральних вод.

## Застосування
Мінеральну воду «Єсентуки № 20» рекомендують при лікуванні захворювань сечовивідних шляхів та порушення обміну речовин. Вода джерела № 20 є чистою від природи і не потребує додаткової очистки із застосуванням хімреактивів. Природний склад і смакові якості мінеральної води Ессентукского родовища дозволяють приймати її без обмежень.